# 江苏路 (青岛)
江苏路是中华人民共和国山东省青岛市市南区的一条南北向临海道路，也是全市最早建成的一批道路之一。道路南起太平路，与广西路、湖南路、沂水路、龙山路、齐东路、伏龙山路、莱芜一路、苏州路、观象一路交汇，北抵胶州路及热河路路口，接上海路。全长1361米，车行道宽15米,全路段坡度较大。

## 概况
江苏路始建于德占时期初期，以德意志帝国宰相俾斯麦之名定名为俾斯麦街（德語：Bismarckstraße，日译，旧汉译毕士马克街），第一次日占时期改名为万年町（日语：〔〕／），青岛回归后于1923年改现名。
江苏路大部分路段位于观象山以南的山坡上，坡度较大。江苏路与观象一路、伏龙路等道路的六交路口以南段多为德占时期建筑，其中江苏路基督教堂最具代表性。以北段多为民国时期建筑。

## 周边历史建筑介绍

### 太平路-湖南路段

#### 山东矿业公司旧址
江苏路南端是江苏路太平路路口，太平路即是青岛老城区的前海海岸线。路口西侧是建于1901年的山东矿业公司旧址，位于广西路14号院内，现为全国重点文物保护单位青岛德国建筑群的一部分。
其北面不远处，江苏路广西路路口西南角处有一建于1930年代的日本建筑，同位于广西路14号院内。

#### 江苏路1号、3号、湖南路4号
从江苏路广西路路口东北角至江苏路湖南路路口东南角，即该路段东侧，由南向北分别是江苏路1号、3号和湖南路4号，建于约1914年，最初同为德国商人海因里希·阿伦斯（德語：Heinrich Ahrens）创办的建筑公司的地产。1914年日德青岛战役时，三栋建筑遭到日军轰炸，均受到不同程度损毁。第一次日占时期，三座住宅分别成为汇丰银行、太古洋行、怡和洋行的地产。三座建筑现同为青岛市历史优秀建筑，江苏路1号同时为市南区一般不可移动文物。
- 山东矿业公司旧址，右侧路段为江苏路
- 湖南路4号
- 江苏路3号
- 江苏路1号

#### 江苏路2号
江苏路2号（广西路1号乙）位于广西路、江苏路、日照路路口，约建于1943年。最初为实业家周学熙、周志俊为青岛教区主教田耕莘建设的住宅。1950年代曾为中国民主建国会青岛市委办公楼。1967年7月至2000年曾为青岛市物资局、青岛市物资总公司办公地点。2020年改为青岛政协文史馆至今。
北侧的江苏路2号甲建于1940年代初。

#### 安治泰主教公寓旧址
江苏路1号、3号和湖南路4号的对面，江苏路湖南路路口西南角，为湖南路6-8号安治泰主教公寓旧址，最初是天主教圣言会于1899年建设的出租公寓，设计者可能是建筑师彼得·贝尔纳茨。安治泰为圣言会在天主教鲁南代牧区的宗座代牧，但实际上安治泰可能并未在此居住过。1920年代，该楼东翼曾归华商刘子山旗下的东莱银行所有，连同楼内家具用于出租。1927年9月11日，青岛德国学校自“德国人之家”迁至该楼西翼，直至1937年位于江苏路基督教堂后侧的德国学校新楼建成。该建筑现为民居，为市南区文物保护单位。
- 1901年的江苏路（时为俾斯麦街），最近处双塔楼建筑为安治泰主教公寓，最右侧为督署学校，今江苏路小学老楼
- 1910年代的安治泰主教公寓周边
- 安治泰主教公寓旧址，2015年
- 第一次日占时期的江苏路，左侧隐约可见安治泰主教公寓，右侧为阿伦斯公司的三座住宅，远处可见江苏路基督教堂的钟楼

### 湖南路-沂水路段西侧

#### 皇家大法官魏尔克住宅
江苏路湖南路路口西北角、江苏路2号乙电业局招待所的位置，是胶澳皇家法院大法官格奥尔格·魏尔克（Georg Wilke）住宅的原址，约建于1900年，为胶澳总督府为高级官员建造的住宅，魏尔克在此居住至1902年，拆除时间不详。

#### 江苏路6号
江苏路6号的位置最早是的顺和洋行青岛分行经理赫尔曼·罗伊特尔（Hermann Reuter）的住宅，建于1900-1901年。罗伊特尔1907-1908年间离开青岛。1907年，汉堡-美洲航运公司驻青岛分公司职员汉斯·克罗帕切克（Hans Kropatscheck）租下了这栋房子。次年，克罗帕切克出任俄国驻青岛副领事，俄国驻青岛领事馆在此开馆。1914年闭馆。现存建筑建于第一次日占时期，2009年曾被违规改造，导致屋顶与山墙被拆除。
- 德占初期江苏路明信片，左侧为魏尔克住宅（当时屋顶尚为中式灰瓦），最右侧为罗伊特尔住宅
- 1910年代的江苏路湖南路路口周边，左前方为魏尔克住宅（屋顶为红瓦），右前方浅色墙面二层楼为俄罗斯领事馆（原罗伊特尔住宅）
- 被违规改造前的江苏路6号
- 江苏路6号现状，2019

#### 贝恩住宅旧址
江苏路8号最初是顺和洋行董事罗兰德·贝恩（Roland Behn）的住宅，始建于1900年，广包公司（F. H. Schmidt）承建，最初只建成了东半部份，西半部份约1903年至1904年间建成。1913年，该房被卖给前津浦铁路北段总办李德顺。1946年，第八军军长李弥购得此宅以居住，1949年被青岛市人民政府没收充公。1950年代初至1965年，此处曾为中国民主同盟青岛支部所在地。1963年，青岛市计量标准局迁入该楼，1980年改称青岛市标准计量局，1992年改称青岛市技术监督局，后迁出此楼。该楼后改为青岛市质量技术监督局市南分局办公楼至今。现为青岛市历史优秀建筑、市南区一般不可移动文物。
- 德占初期的江苏路西侧，部分建筑还在建设中，从左至右为安治泰主教公寓、魏尔克住宅、罗伊特尔住宅及贝恩住宅
- 1902年的江苏路周边，左侧为督署学校和督署小礼拜堂，近处为美国长老会住宅，其右侧为只有东半部份的贝恩住宅和罗伊特尔住宅，远处可见青岛欧人监狱
- 贝恩住宅旧影
- 贝恩住宅现貌

#### 江苏路10号美国长老会住宅旧址
江苏路10号是约建于1901年的美国长老会住宅旧址，最初登记在长老会牧师柏尔根名下。美国驻青岛领事馆迁入沂水路1号前，这里曾是其办公地点。该楼现为民居，为青岛市历史优秀建筑、市南区一般不可移动文物。

#### 江苏路12号
江苏路12号位于基督教堂正西面，现存的建筑大约建于1904年，其最初业主不明。由于该楼有“二提督楼”的俗称，该建筑被猜测为某任胶澳总督副官的私邸。1913年地籍图显示该建筑当时为李德顺的地产，曾长期为李德顺的私宅。1922年至1945年，该楼为三井物产株式会社青岛支店支店长住宅。1947年，该楼成为青岛保安总队队长高芳先（1948年任青岛保安旅少将旅长）住宅。1952年改为青岛市人民检察院办公楼，现为青岛市交通运输监察支队所在地，为青岛市历史优秀建筑、市南区一般不可移动文物。
- 江苏路，约1900年代末，从右至左为今江苏路12号、美国长老会住宅（当时美国领事馆设于此处，可见悬挂美国国旗）、俄国领事馆、魏尔克住宅、安治泰主教公寓及山东矿业公司，远处可见小青岛及小青岛灯塔
- 美国长老会住宅旧址
- 美国长老会住宅旧址东北侧
- 江苏路12号

江苏路12号北侧的江苏路12号甲与沂水路2号为两栋建于第二次日占时期的日本现代风格住宅。再往北便是江苏路沂水路路口。

### 湖南路-沂水路段东侧

#### 江苏路5号
该路段东侧南端是江苏路5号，约建于1914年，最初是德籍船舶机械师奥托·施蒂洛（Otto Stielow）的房产。现在安徽路的嘉木美术馆当年也是此人的房产。有说法称1913年谭延闿避居青岛时在青岛的住处为该楼。另有说法称作家顾随1924年至1926年在私立胶澳中学（今青岛一中）任教时曾居住于此。现为民居。2020年6月，该楼屋顶发生火灾，后修复。
其北侧靠近江苏路小学校门的江苏路7号约建于1930年代。
- 江苏路5号旧影，东南侧视角，1910年代
- 江苏路5号旧影，西南侧视角，1910年代
- 江苏路5号，2016年10月
- 江苏路5号，2021年7月

#### 督署学校旧址和督署小礼拜堂
江苏路9号青岛江苏路小学院内、江苏路5号东侧的位置曾是建于1899年的督署小礼拜堂，1910年江苏路基督教堂建成前，此处曾为青岛市内最大的新教教堂。1910年后改为督署小学校的体育馆。1998年江苏路小学改造时被拆除。北侧便是江苏路小学老楼，即为建于1901年的督署学校旧教学楼。1907年督署学校迁入广西路1号新楼后，此处改为督署学校女子班教学楼，后来改为江苏路小学校址至今。

#### 江苏路基督教堂
江苏路小学北面的高地（曾被称为“青石山”）上便是建于1908年至1910年的江苏路基督教堂，青岛的地标之一。
- 江苏路7号（左）
- 督署学校和督署小礼拜堂
- 江苏路小学老楼
- 基督教堂（西侧视角）

### 沂水路-六路口段
基督教堂北面是江苏路、沂水路、平原路、龙口路路口，北面隔街相望的是江苏路17号，约建于第二次日占时期，曾为青岛保安总队队部，现为青岛大学附属医院所使用。

#### 督署医院旧址
平原路江苏路路口以北的江苏路16号为青岛大学附属医院，其院址最初为始建于1898年的督署医院，建成时是一座规模庞大而建筑风格别致的医院建筑群。1914年日军占领后改为青岛陆军病院，1916年，南侧改为青岛病院。1921年3月，青岛病院新建门诊大楼（1998年拆除以建造新门诊楼）。1927年医院改为同仁会青岛医院。1946年，改为山东大学附属医院，1956年改为青岛医学院附属医院，1993年改名青岛大学医学院附属医院，2013年改现名。原督署医院旧址现仅余部分建筑，现为青岛市历史优秀建筑、市南区一般不可移动文物。
- 1910年代的江苏路平原路路口，右侧为督署医院III号病房楼，左侧为总督牧师温特住宅
- 1910年代，江苏路龙口路路口与督署医院，右侧为督署医院办公楼，彩色照片
- 督署医院办公楼
- 1910年代的督署医院，右侧后方观象山上为青岛观象台与青岛观象台台长官邸，最右侧可见今江苏路21号，远处可见克鲁森住宅等江苏路齐东路路口附近的德占时期住宅
- 观象山脚下的督署医院，横向上坡道路为江苏路，最左侧为今江苏路21号
- 青岛病院门诊楼

#### 督署医院办公楼
医院东面的江苏路19号曾有一两层老建筑，最初是建于1901年的督署医院办公楼，后来曾是山东大学护士学校，现已拆除。

#### 江苏路21号
江苏路21号是一栋约建于1913-1914年间的老住宅，1913年地籍图显示该建筑当时属于菲利普（Filipp）。有资料称该建筑曾为美孚石油公司青岛分公司经理住宅。现为青岛市中公证处。2006年5月20日，该建筑列入第二批青岛市历史优秀建筑。2012年11月6日，该建筑以“江苏路21号民宅”之名列入市南区未核定为文物保护单位的不可移动文物（一般不可移动文物）名录。

#### 皇家大法官克鲁森住宅旧址
江苏路龙山路路口南侧的江苏路27号最初是建于1910年、由广包公司承建的皇家大法官格奥尔格·克鲁森（Georg Crusen）住宅，1914年被日军没收，1923年成为日本驻青岛领事馆总领事官邸，1945年改为青岛市市长李先良宅邸，1948年转手给中国纺织建设公司青岛分公司经理范澄川。1949年后由青岛市人民政府接管，曾长期为青岛市公安局，现为市公安局经济犯罪侦查支队所在地，为青岛市历史优秀建筑、市南区一般不可移动文物。
- 江苏路21号
- 克鲁森住宅旧影
- 江苏路27号克鲁森旧宅
- 江苏路观象一路路口，左二为萧军、萧红、舒群故居
- 江苏路32号
- 江苏路42号
- 江苏路44号
- 圣保罗教堂

### 六路口-胶州路段
江苏路27号与青岛大学附属医院北侧为青岛有名的“六路口”，江苏路在这里与观象一路、苏州路、伏龙路、齐东路、龙山路相会，上下起伏，左右跌宕，成为一处景观。附近有观象一路1号萧红、萧军、舒群故居、从良弼旧宅、中华基督教会同道堂旧址等老建筑。
“六路口”以北，街道两旁有很多造型各异的民国建筑。其中江苏路32号为青岛市历史优秀建筑；江苏路28号据称为梁漱溟长兄梁焕鼐故居，梁漱溟曾在此暂居；江苏路41号据称为电影导演孙瑜故居。惟有江苏路42与44号建于德占时期的1914年。再向北就是江苏路胶州路路口，即江苏路的北端。西侧的红砖教堂是建于1940-1941年的圣保罗教堂。